# Амброзіус Гюбрехт
Амброзіус Арнольд Віллем Гюбрехт (нід. Ambrosius Arnold Willem Hubrecht; 2 березня 1853, Роттердам — 21 березня 1915, Утрехт) — нідерландський зоолог й ембріолог. Член Нідерландської королівської академії наук з 1883 року, ректор Утрехтського університету у 1901—1902 академічному році. Почесний доктор шести іноземних університетів: Дублінського, Сент-Ендрюського, Кембриджського й Університету Глазго (Сполучене Королівство Великобританії та Ірландії), а також Гіссенського (Німецька імперія) та Принстонського (США). Член академій та наукових товариств Англії, Бельгії, Франції, Німеччини, Росії та США.

## Біографія

### Ранні роки (1853—1875)
Амброзіус Гюбрехт народився у Роттердамі у 1853 році у сім'ї генерального секретаря Міністерства внутрішніх справ Поля Франсуа Гюбрехта (нід. Paul François Hubrecht) та Марії Прейс ван дер Гувен (нід. Maria Pruys van der Hoeven). У 1865—1869 роках навчався у вищій світській школі, закінчивши яку вступив до Делфтської політехнічної школи, але вже через рік перейшов до Утрехтського університету для вивчення біології. В університеті його вчителями були Пітер Гартінг і Франциск Дондерс.
Попередній захист дисертації 1873/1874 академічний рік провів, працюючи в Лейденському університеті під керівництвом Еміля Зеленки, також на нещодавно заснованій Зоологічній станції у Неаполі, де був першим студентом з Нідерландів. У цей період він займався дослідженнями немертин і познайомився із зоологами Антоном Дорном та Реєм Ланкестером, контакт з якими він підтримував все життя.
У 1874 році Гюбрехт під керівництвом Пітера Гартінг захистив дисертацію з будови та біології розвитку немертин (нід. Aanteekeningen over de anatomie, histologie en ontwikkelingsgeschiedenis van eenige Nemertinen); основою цього дослідження стали неаполітанські матеріали. Після захисту Гюбрехт на деякий час відновив співпрацю з Емілем Зеленкою, цього разу в Університеті Ерлангена.

### Лейденський період (1875—1882)
У 1875 році Гюбрехт обійняв посаду зберігача колекції хребетних у Національному музеї природничої історії у Лейдені і курував колекцію риб. За час роботи у музеї він опублікував кілька робіт про риб, земноводних і рептилій. Гюбрехт вів активне листування з класиком порівняльної анатомії хребетних Карлом Гегенбауром і прослухав курс його лекцій у Гайдельберзькому університеті, в результаті чого опублікував власне дослідження «Beitrag zur kenntniss der Kopfskeletts der Holocephalen» («Дослідження скелета голови суцільноголових риб»). У 1878—1879 роках Гюбрехт на кілька місяців залишав музей і працював у Неаполі, де відновив дослідження немертин на Зоологічній станції.
Гюбрехт продовжував працювати у музеї до вересня 1882 року, коли його на цій посаді замінив Рютгер Горст (нід. Rutgerus Horst, 1849—1930). За сім років Гюбрехт провів значну роботу з каталогом музею, вніс до нього понад 4000 екземплярів риб і понад 3500 екземплярів земноводних і рептилій, зробив перегляд великої колекції сушених риб. Він також відіграв вирішальну роль у придбанні музеєм колекції нідерландського іхтіолога Пітера Блекера (1819—1878), яка налічувала близько 18 000 екземплярів.

### Утрехтський період (1882—1915)

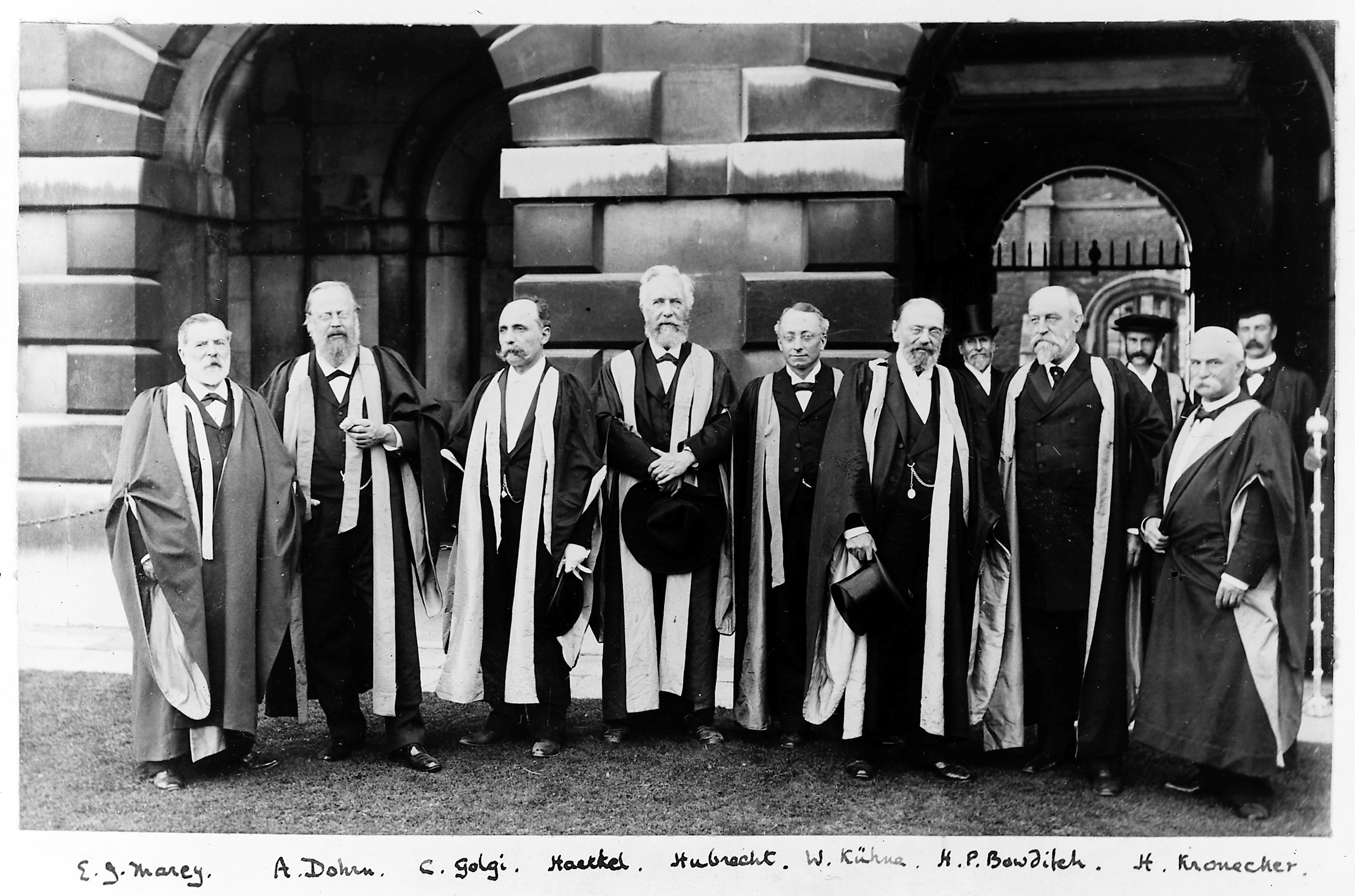
Гюбрехт з колегами у стінах Кембриджського університету (перед будівлею Олд Скулз), 1898 рік

Восени 1882 року Гюбрехт став наступником свого вчителя Пітера Гартінга на посаді професора зоології та порівняльної анатомії Утрехтського університету й обіймав цю посаду до 1910 року. Основним напрямом його діяльності у цей час була порівняльна ембріологія хребетних. У 1890—1891 роках він на запрошення Королівського фізичного товариства Нідерландів відвідав Голландську Ост-Індію, де зібрав великий матеріал з ембріології ссавців, в основному комахоїдних і напівмавп. Узагальнення у галузі порівняльної ембріології він представив у 1896 та 1907 роках у серіях лекцій, прочитаних у Принстонському університеті (Нью-Джерсі, США); пізніше ці матеріали були опубліковані в його роботах «The Descent of the Primates» (1897) і «Die Säugestierontogenese in ihrer Bedeutung für die Phylogenie der Wirbeltiere» (1909).
В 1910 Гюбрехт передав керівництво кафедрою своєму учневі Гюго Нірштрасу (нід. Hugo Frederik Nierstrasz; 1872—1937) й останні п'ять років життя обіймав засновану спеціально для нього посаду екстраординарного професора порівняльної ембріології. У 1911 році заснував Міжнародний інститут ембріології. У 1912 і 1914 роках брав участь в експедиціях до Алжиру та Південної Африки, з останньої поїздки йому довелося достроково повернутися у зв'язку з початком Першої світової війни.

### Шлюб, діти
Восени 1878 року, незадовго до поїздки до Неаполя, Гюбрехт одружився з уродженкою Роттердама Йоганною Марією Молеватер (нід. Johanna Maria Molewater; 1853—1937). Після повернення у Лейден у подружжя народилися двоє синів. Поль Франсуа Гюбрехт (нід. Paul François Hubrecht, 1880—1929) згодом став геологом.

### Смерть
Гюбрехт помер від атеросклерозу 21 березня 1915 в Утрехті.

## Внесок у науку
Очевидно, Гюбрехт став першим дослідником немертин, який використовував серійні мікрозрізи. Згодом ця методика стала основною у вивченні цієї групи безхребетних, які мають порівняно малу різноманітність зовнішніх ознак. Ґрунтовні дослідження немертин Гюбрехт продовжував з 1874 року до кінця 1880-х, провів ревізію їхньої різноманітності, заклав основу сучасної таксономії, а також висунув оригінальну гіпотезу про філогенетичну близькість немертин і хребетних.
Гюбрехт провів ряд класичних досліджень ембріонального розвитку ссавців на прикладі їжаків, мідиць, довгоп'ятів і тупаєподібних; ввів термін трофобласт.

## Пам'ять
У 1916 році було вирішено організувати в його будинку в Утрехті лабораторію його імені. У 1960 році Лабораторія Гюбрехта була переміщена у нову будівлю в іншому районі Утрехта, а у 2007 році перейменована в Інститут Гюбрехта. Основний напрямок досліджень — біологія розвитку та дослідження стовбурових клітин.
На честь Амброзіуса Гюбрехта його колеги та учні назвали низку таксонів:
- Hubrechtia Bürger, 1892[20], а також похідна назва Parahubrechtia Gibson et Sundberg, 1999 — роди палеонемертин
- Hubrechtella Bergendal, 1902 — рід палеонемертин
- Lineus hubrechti (Langerhans, 1880) — вид гетеронемертин
- Valencinina hubrechti Senz, 2001 — вид гетеронемертин
- Protopelagonemertes hubrechti (Brinkmann, 1917) — вид пелагічних озброєних немертин
- Punnettia hubrechti Stiasny-Wijnhoff, 1926 — вид донних озброєних немертин
- Eunoe hubrechti (McIntosh, 1900) — вид багатощетинкових червів з сімейства Polynoidae
- Lagisca hubrechti (McIntosh, 1900) — вид багатощетинкових червів з сімейства Polynoidae
- Dinomenia hubrechti Nierstrasz, 1902 — вид соленогастрів
- Dicrolene hubrechti Weber, 1913 — вид риб з сімейства ошибневих